# علم تشيلي
أعتمد علم تشيلي في 18 تشرين الأول - أكتوبر من سنة 1817 ويتكون العلم التشيلي من ثلاثة ألوان الأحمر والأبيض والأزرق مقسمة إلى ثلاثة أقسام حيث يغطي اللون الأحمر النصف السفلي من العلم بصورة كاملة بينما يكون النصف العلوي من العلم منقسماً بين اللونين الأبيض والأزرق مع أفضلية للون الأبيض حيث يكون بشكل مستطيل بينما يكون اللون الأزرق بشكل مربع في منتصفه نجمة خماسية الشكل باللون الأبيض، ويعد علم تشيلي العلم الوطني الوحيد في أمريكا الجنوبية الذي تأثر تصميمه بعلم الولايات المتحدة الأمريكية.

## معنى ألوان العلم
- الأزرق: يرمز إلى السماء وإلى المحيط الهادئ.

- الأبيض: يرمز إلى جبال الأنديز المغطاة بالثلوج.

- الأحمر: يرمز إلى دماء التضحية من أجل نيل الاستقلال عن الاستعمار الإسباني.

- ★ النجمة الخماسية: ترمز إلى التقدم والمجد.

## العلم الثلاثي الألوان
أفسح الانتصار في معركة تشاكابوكو في 26 مايو 1817 المجال لفترة جديدة عُرفت باسم باتريا نويفا (الوطن الجديد). تم اعتماد علم جديد في ذلك اليوم، يُعرف اليوم باسم علم الانتقال (بالإسبانية: Bandera de la Transición)‏، ويُعترف به باعتباره أول علم وطني وآخر علم مستخدم حتى العلم المستخدم حاليًا. تم الإعلان على نطاق واسع في ذلك الوقت عن أن التصميم يُنسب إلى القائد العسكري الأرجنتيني خوان غريغوريو دي لاس هيراس. كان لهذا العلم ثلاثة شرائط أفقية متساوية وهي الأزرق والأبيض والأحمر، وهو مطابق لعلم يوغوسلافيا ما قبل الشيوعية (علم صربيا والجبل الأسود فيما بعد). حل الشريط الأحمر السفلي محل الشريط الأصفر من علم عام 1812. يعتمد أصل ألوان العلم على الوصف الذي قدمه ألونسو دي إرسيا على أنها ألوان شارات القوات المابوتشية. كانت دلالات هذه الألوان معادلة لدلالات باتريا فييخا (الوطن القديم)، باستثناء أن اللون الأصفر حل محل اللون الأحمر لتمثيل الدماء التي سُفكت خلال العديد من الصراعات.